# Engelbert Franzois
Engelbert Franzois (* im 13. oder 14. Jahrhundert; † 25. August 1369) war Domherr in Lüttich und in Münster.

## Leben
Engelbert Franzois entstammte dem märkischen Rittergeschlecht Franzois. Seine genealogische Abstammung ist nicht überliefert. Das Kapitelstatut vom 21. September 1313 wurde von ihm nachträglich gesiegelt. Er war Domherr zu Lüttich und findet als Domherr zu Münster erstmals am 25. Mai 1335 urkundliche Erwähnung. Franzois war im Besitz der Obedienz S. Blasii.  Das Kapitel in St. Mauritz in Münster wählte ihn am 24. November 1354 zu seinem Propst. Am 2. Dezember bestätigte der Papst diese Entscheidung. Der Dechant von St. Mauritz, der dieses nicht akzeptieren wollte, wurde daraufhin vom Bischof Ludwig am 5. März 1356 exkommuniziert.
Engelbert Franzois blieb bis zu seinem Tode in seinen Ämtern.